# Локомотив (разрушен стадион, Стара Загора)
Вижте пояснителната страница за други значения на Стадион „Локомотив“.
„Локомотив“ е бивш стадион в Стара Загора. Намирал се е югозападно от централна ЖП гара в близост до сегашната сграда на ДАИ. Локомотив е бил първият затревен стадион в Стара Загора. Разрушен е през 1960-те години след построяване на стадион „Берое“. На него са провеждали своите мачове Локомотив (Стара Загора) и ПФК Берое (Стара Загора)